# Hiéroglyphe égyptien D32
Le hiéroglyphe égyptien D32 (deux bras entourant) est classifié dans la section D « Parties du corps humain » de la liste de Gardiner ; cet hiéroglyphe y est noté D32.

## Représentation
Il représente deux bras entourant ou embrassant. 

## Utilisation
C'est un déterminatif du champ lexical de l'enveloppement, de l'embrassade et des ouvertures.

## Exemples de mots
| i | in · n | q | D32 · a |

| i | in · n | q | D32 · a |

| H | p · t | D32 |

| H | p · t | D32 |

| p · g | A | D32 |

| p · g | A | D32 |